# Джеймс Тіптрі-молодший
Еліс Гестінгс Бредлі, у шлюбі Шелдон, відома як Джеймс Тіптрі-молодший (англ. James Tiptree Jr.) та Ракуна Шелдон — американська письменниця у жанрі феміністичної наукової фантастики та психологиня. Псевдоніми стала використовувати після неузгодженого звільнення з ЦРУ, де працювала до того розвідницею.

## Біографія
Народилася 24 серпня 1915 року в Чикаго, Іллінойс, США. Своє дитинство провела у подорожах африканським континентом та Індією. Її батько — Герберт Бредлі — юрист та натураліст, а мати — Мері Гестінгмс Бредлі — відома письменниця та мандрівниця.
У 19 років одружилася з Вільямом Дейві, студентом Принстонського університету. 1941 року пара розійшлась, а Еліс повернулася до Чикаго, де працювала мистецькою критикинею в одному із місцевих часописів. 1942 року вступила до військових лав, після чого працювала розвідницею у Пентагоні, де зрештою зустріла полковника Гантінгтона Шелдона, з яким одружилася. Після Другої світової війни покинула службу та разом із чоловіком керувала фермою, де вирощувала курей (1948—1952). Також протягом деякого часу працювала в ЦРУ.
1967 року здобула науковий ступінь доктора філософії з експериментальної психології в Університеті Джорджа Вашингтона. Почала свою письменницьку кар'єру 1968 року. Відома тим, що не з'являлася на публіці та у науково-фантастичних колах вважалася чоловіком, допоки 1977 року не відкрила свою справжню особу.
19 травня 1987 року наклала на себе руки, вбивши перед тим пострілом в голову свого важко хворого чоловіка.

## Псевдоніми
Взяла псевдонім Джеймс Тіптрі-молодший 1967 року, зустрівши на етикетці банки мармеладу «Wilkin & Sons» слово Тіптрі. Приставка «молодший» була ідеєю її чоловіка.
1974 року почала використовувати ще один псевдонім — Ракуна Шелдон. Таке ім'я взяла на честь єнота (англ. raccoon), який поселився на подвір'ї Шелдонів та став їхнім улюбленцем.

## Творчість
Свою письменницьку кар'єру розпочала 1968 року, опублікувавши оповідання «Народження продавця» (Birth of Salesman). Вважається майстринею короткої прози та є авторкою понад 60-ти оповідань та повістей, які, зрештою увійшли до таких збірок: «10 000 світлових років від дому» (1973;), «Теплі світи та навпаки» (1975), «Зіркова пісня старого примата» (1978), «Зі повсюди та інші екстраординарні візії» (1981), «Зірковий рифт» (1986), «Казки капітана Ру» (1986), «Кусай красиве» (1988), «Корона зірок» (1988), «Її дим піднімався вічно» (1990), «Зустрічайте мене та вічність» (2000).
Левова частка творів написані на феміністичну та гендерну тематику. Серед найвідоміших оповідань письменниці: «Амберджек», «Дівчина, яку підключили», «Кохання – наш план, і цей план – смерть», «Г'юстон, Г'юстон, як мене чути?», «Непримітні жінки».
Окрім малої прози, написала ще й два романи: «Кордони буття» та «Сяйво падає з небес».

## Вшанування
1991 року Пет Мерфі та Карен Джой Фаулер заснували літературну нагороду на честь письменниці — Меморіальну премію Джеймса Тіптрі-молодшого, яка вручається за твори, які розкривають та досліджують гендерну тематику в жанрі наукової фантастики та фентезі.
2012 року письменницю було включено до Зали слави наукової фантастики та фентезі.